# Rainer Werner Fassbinder
Cet article possède un paronyme, voir Fassbender.
Rainer Werner Fassbinder (/ˈʁaɪ̯nɐ ˈvɛɐ̯nɐ ˈfasˌbɪndɐ/) est un réalisateur, acteur, producteur, scénariste allemand, né le 31 mai 1945 à Bad Wörishofen (Bavière) et mort le 10 juin 1982 à Munich (Bavière).
Il est l’un des représentants du nouveau cinéma allemand des années 1960-1970. Il est également acteur, auteur et metteur en scène de théâtre.
Le sujet principal de Fassbinder est « l'évaluabilité des sentiments ». Ses films traitent du passé nazi, du miracle économique allemand ou de la terreur générée par la Fraction armée rouge.

## Biographie

### Enfance et études
Rainer Werner Fassbinder nait le 31 mai 1945 à Bad Wörishofen, en Bavière. Fils d’un médecin, Hellmuth Fassbinder (1918-2010) et d’une traductrice, Liselotte (« Lilo ») Pempeit (1922–1993), il est enfant unique, au grand dam de ses parents, qui divorcent en 1951 : le jeune Rainer a alors six ans. Sa mère se remarie en 1959 avec le journaliste, Wolff Eder.
Bénéficiant d'une éducation libérale, voire libertaire, il s'intéresse très jeune et de manière autonome au cinéma, dévorant film sur film. Pourtant, il n’accomplit pas son vœu de faire une école de cinéma (il n'est pas admis à l'école de cinéma de Berlin), et sort d’une école Steiner sans obtenir son Abitur. Il vit de divers métiers. Il est, par exemple, journaliste au Süddeutsche Zeitung.

### Carrière

#### Débuts

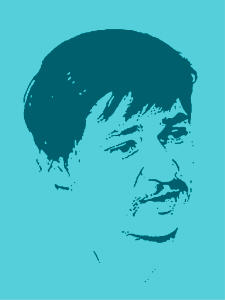
Portrait de Fassbinder.

En 1965, Rainer Werner Fassbinder réalise un premier court métrage (This Night) qui semble avoir été perdu. En 1966, il réalise Le Clochard, un hommage au film d’Éric Rohmer, Le Signe du lion ; puis il finit par collaborer avec des troupes de théâtre expérimental. Après s'être essayé à l'écriture de pièces radiophoniques dans la grande tradition allemande (Hörspiel), il se fait connaître, lors de la saison théâtrale 1967-1968, à Munich pour ses mises en scène qui relisent de manière anticonformiste des textes classiques ou valorisent des œuvres contestataires. Il connaît cependant une première expérience infructueuse. Sur l'exemple du Berliner Ensemble de Bertolt Brecht dont les théories l'influencent toute sa carrière (distanciation, écriture épique, éducation des masses), il fonde sa propre troupe, l’Antiteater, pour laquelle il écrit la majorité de ses pièces de théâtre de 1968 à 1971. Hanna Schygulla, travaille déjà avec lui. Il joue dans Le Fiancé, la Comédienne et le Maquereau de Jean-Marie Straub et Danièle Huillet en 1968, auxquels il rend hommage dans son premier long-métrage en 1969.
Fassbinder puise son inspiration dans la littérature réaliste : Gustave Flaubert, Guy de Maupassant ou encore Theodor Fontane dont il adapte plus tard le chef-d'œuvre Effi Briest.
Influencé par les mélodrames de Douglas Sirk — auteur qu’il rencontre en 1971 et auquel il emprunte la rhétorique de l'excès, la flamboyance et l'éclat des couleurs —, il revendique également une filiation avec la Nouvelle Vague française : Jean-Pierre Melville pour la maîtrise plastique de sa réalisation et l'archétype du film de gangsters, Éric Rohmer pour sa dimension littéraire et sa peinture des sentiments dans les sociétés modernes ou encore Claude Chabrol pour son art de l'ambiance, son ironie et sa représentation à l'eau-forte de la vie provinciale. Dans une moindre mesure, l'œuvre de Fassbinder porte l'empreinte de Jean-Luc Godard pour sa relecture critique des genres classiques, son art de la citation, son contenu sociologique, politique ou militant et son goût de l'expérimentation (faux raccord, dialogues en décalage, mouvements de caméra ou plans identiques répétés d'un personnage à l'autre, etc.),. Le cinéaste est également proche du film noir ou des films policiers des grands réalisateurs hollywoodiens tels que John Huston, Raoul Walsh et Howard Hawks,.
En incluant ces diverses influences dans une démarche artistique singulière, Fassbinder entreprend son premier projet cinématographique avec sa troupe. Ainsi naissent, en 1969, L'amour est plus froid que la mort (Liebe ist kälter als der Tod) et Le Bouc (Katzelmacher). Il ne distingue pas les techniques théâtrales de celles du Septième Art ; de fait, entre 1969 et 1971, il accouche de nombreuses pièces de théâtre tout en produisant en un temps record des films alternatifs. La vie et le travail de la troupe ne font qu’un, ce qui explique pour partie la fécondité de Fassbinder qui, en l’espace de treize ans, a réalisé quarante films. Désirant ne pas connaître le même sort qu'Orson Welles dont la carrière fut compromise par Hollywood, Fassbinder se veut un auteur complet et maître de son œuvre, sur le plan commercial, financier et artistique. Producteur et scénariste de ses films, il en réduit le budget et le mode de production (jusqu'au Mariage de Maria Braun) puis écrit et tourne vite. Il passe sans distinction du théâtre au cinéma, en passant par la télévision, qui lui apporte les revenus nécessaires pour financer et réaliser ses films.

#### Lente consécration
À partir de 1972, ses films évoluent : ils deviennent plus professionnels, personnels et étoffés. Rainer Werner Fassbinder est désormais acclamé par la critique à chaque festival de Berlin, mais reste ignoré par les jurys successifs jusqu'à son avant-dernier film, Le Secret de Veronika Voss (Die Sehnsucht der Veronika Voss), qui reçoit l'Ours d’or en 1982.
Dans les années 1970, il crée des personnages féminins mythiques qui comptent parmi les plus fascinants du cinéma d’après-guerre et dont les films éponymes sont passés à la postérité : Maria Braun, Effi Briest et Lale Andersen, toutes trois incarnées par Hanna Schygulla, mais aussi Lola, jouée par Barbara Sukowa, ou encore Petra von Kant, incarnée par Margit Carstensen. À travers ces portraits de femmes, Fassbinder brosse un tableau vaste et sans concession de la société allemande, des heures sombres du nazisme au « miracle économique ». Il évoque en effet, l'intolérance, le racisme affiché ou refoulé, les illusions perdues, les bassesses, la vilenie et les compromissions d'un pays pressé d'enterrer un passé tragique pour s'adonner aux joies du libéralisme économique.
Il écrit et met en scène des pièces de théâtre (Preparadise Sorry Now, etc.) jusqu'en 1976, année où il provoque le scandale avec sa pièce Les Ordures, la ville et la mort, dans laquelle l'un des personnages est dénommé le « juif riche » : on l'accuse alors d'antisémitisme et l'éditeur Suhrkamp décide de retirer l'ouvrage de la vente et de le mettre au pilon (Daniel Schmid a adapté la pièce au cinéma sous le titre L'Ombre des anges, mais le film a, lui aussi, été déprogrammé).
En 1977, Fassbinder réalise Despair, une adaptation du roman de Vladimir Nabokov dont Dirk Bogarde est la vedette. Despair est le premier film de Fassbinder tourné en anglais et est aussi le premier dont il n'est pas le scénariste. En effet, c'est le dramaturge Tom Stoppard qui signe l'adaptation du roman. Fassbinder enchaine avec L’Année des treize lunes, film qui porte sur le mal de vivre d'une femme transgenre.

#### Célébrité
C'est l'année suivante que Rainer Werner Fassbinder présente ce qui deviendra son film le plus célèbre, Le Mariage de Maria Braun dans lequel Hanna Schygulla incarne une arriviste qui fera fortune dans l'Allemagne de l'après-guerre.
En 1979, la télévision ouest-allemande lui commande une adaptation du grand roman d'Alfred Döblin Berlin Alexanderplatz. Fassbinder tourne une série composée d'une introduction de 81 minutes et de 12 épisodes d'une heure et d'un épilogue.
Il travaille sans relâche, à un rythme effréné. Lui et Hanna Schygulla collaborent une dernière fois en 1980 avec Lili Marleen, un film se déroulant durant la montée du nazisme et dans lequel Schygulla joue une jeune chanteuse. Fassbinder tourne ensuite Lola, une femme allemande, une relecture du film L'Ange bleu de Joseph von Sternberg transposé dans le contexte des années 1950 et dont les vedettes sont Barbara Sukowa et Armin Mueller-Stahl, puis Le Secret de Veronika Voss, film tourné en noir et blanc et dont le thème principal, celui d'une actrice sur le déclin, renvoie à celui de Boulevard du Crépuscule. C'est grâce à ce film, dont le rôle principal est tenu par Rosel Zech, que Fassbinder obtient finalement l'Ours d'or du Festival du film de Berlin.

### Mort

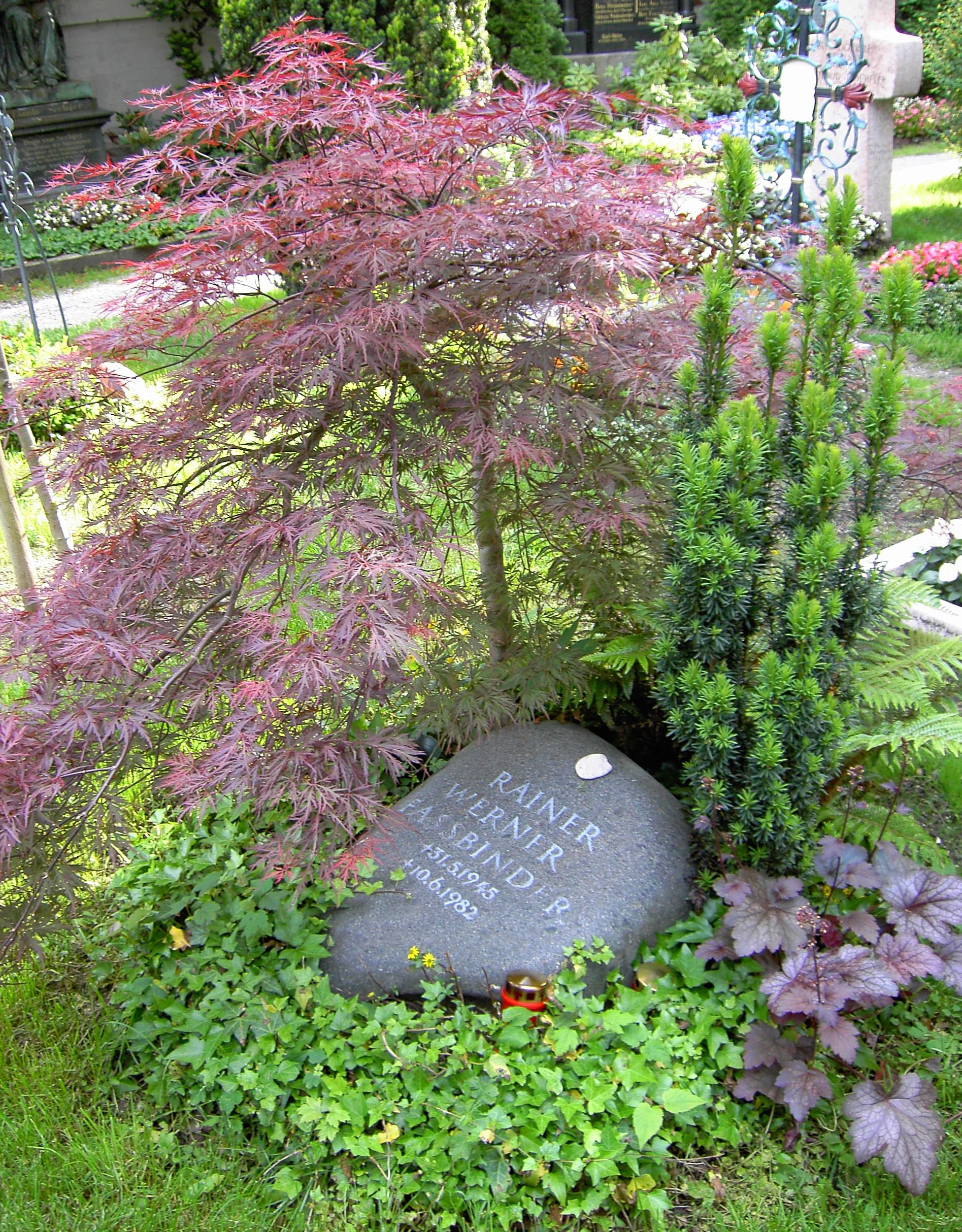
Tombe de Fassbinder au cimetière de Bogenhausen.

Rainer Werner Fassbinder meurt à Munich le 10 juin 1982 d’une rupture d'anévrisme à seulement trente-sept ans, alors qu’il travaille au montage de son dernier film, Querelle, adapté d’un roman de Jean Genet (1946), et qu’il prépare deux films : Cocaïne, prévu pour 1983 et adapté du roman de Pitigrilli, avec Romy Schneider en tête d'affiche (la mort de l'actrice le 29 mai 1982 puis celle de Fassbinder douze jours plus tard empêcheront le projet d'arriver à terme) et un autre sur Rosa Luxemburg, finalement réalisé en 1987 par Margarethe von Trotta. Certains affirment que son décès est consécutif à un mélange de cocaïne et de benzodiazépine et qu’il s’est peut-être suicidé.
Il est enterré au cimetière de Bogenhausen, à Munich.

### Vie privée
Bien que marié de 1970 à 1972 à Ingrid Caven, pour qui il a écrit plusieurs chansons (Alles aus Leder, Freitag im Hotel, Nietzsche, Die Straßen stinken), Rainer Werner Fassbinder est bisexuel,. Il fait tourner ses amants successifs, Günther Kauffmann (Nono, le tenancier du bar La Feria, dans Querelle), El Hedi ben Salem (le Ali de Tous les autres s'appellent Ali) et Armin Meier, dans nombre de ses films. Il rend hommage à Meier — qui s'est suicidé en 1978 — dans L'Année des treize lunes et à El Hedi ben Salem — mort en prison en 1976 d'un infarctus du myocarde — dans Querelle, qui met en image les délires érotiques de Jean Genet, exposés dans son roman Querelle de Brest. De 1978 à 1982, il vit avec Juliane Lorenz, devenue depuis présidente de la fondation Rainer Werner Fassbinder. Fassbinder fait aussi participer sa mère, Lilo Pempeit, à dix-sept de ses films, en lui confiant de petits rôles.

## Théâtre
- 1965-1966 : Gouttes d'eau sur pierres brûlantes (Tropfen auf heiße Steine), montée par Klaus Weiße. TheaterFestival, Munich, 1985 La pièce a été adaptée au cinéma par François Ozon avec le film Gouttes d'eau sur pierres brûlantes.
- 1966 : Qu'une tranche de pain (Nur eine Scheibe Brot), montée par Georg Schuchter, Volkstheater Wien/Bregenzer Festspiele, 1995
- 1968 : Axel Caesar Haarmann, montée par l’auteur et l’Action-Theater, Munich
- 1968 : Katzelmacher (Le Bouc), montée par Peer Raben et l’auteur, Action-Theater, Munich
- 1968 : Chung, montée par l’auteur et l’Action-Theater, Munich
- 1968 : Orgie Ubuh de Rainer Werner Fassbinder et Peer Raben, d’après la pièce Ubu roi d’Alfred Jarry, montée par l’auteur, Antiteater, Munich
- 1968 : Iphigénie en Tauride (lphigenie auf Tauris) de Fassbinder d’après la pièce Iphigénie en Tauride de Goethe, montée par l’auteur, Antiteater, Munich
- 1968 : Ajax de Rainer Werner Fassbinder, d’après la pièce Ajax de Sophocle, montée par l’auteur, Antiteater, Munich
- 1968 : Le Soldat américain (Der amerikanische Soldat), montée par l’auteur et Peer Raben, Antiteater, Munich
- 1969 : L'Opéra de gueux (Die Bettleroper) de Fassbinder, d’après la pièce de John Gay, montée par l’auteur, Antiteater, Munich
- 1969 : Preparadise Sorry Now, montée par Peer Raben, Antiteater, Munich
- 1969 : Anarchie en Bavière (Anarchie in Bayern), montée par l’auteur et Peer Raben, Antiteater au Werkraumtheater des Kammerspiele, Munich
- 1969 : Gewidmet Rosa von Praunheim, montée par l’auteur, Antiteater, Munich
- 1969 : Le Café (Das Kaffeehaus) de Fassbinder, d’après la pièce de Carlo Goldoni, montée par l’auteur et Peer Raben, Theater der Freien Hansestadt Bremen
- 1969 : Loup-garou (Werwolf), de Rainer Werner Fassbinder et Harry Baer, montée par Rainer Werner Fassbinder, Antiteater au Berliner Forum Theater
- 1970 : Le Village en flammes (Das brennende Dorf) de Fassbinder, d’après la pièce de Lope de Vega, montée par Peer Raben, Theater der Freien Hansestadt Bremen
- 1971 : Du sang sur le cou du chat (Blut am Hals der Katze), montée par l'auteur et Peer Raben, Antiteater aux Städtischen Bühnen Nürnberg
- 1971 : Les Larmes amères de Petra von Kant (Die bitteren Tränen der Petra von Kant), montée par Peer Raben, Landestheater Darmstadt
- 1971 : Liberté à Brême (Bremer Freiheit), montée par l’auteur, Theater Bremen, Concordia
- 1973 : Bibi, montée par l’auteur, d’après la pièce de Heinrich Mann, Theater Bochum
- 1976 : L'Ordure, la ville et la mort (Der Müll, die Stadt und der Tod), pièce posthume, montée en 1987 à New York par Nick Fracaro La pièce a été adaptée au cinéma par Daniel Schmid avec le film L'Ombre des anges, dans lequel Fassbinder tient un rôle.

## Filmographie

### Réalisateur

#### Cinéma
- 1966 : Le Clochard (Der Stadtstreicher) (court métrage)
- 1966 : Le Petit Chaos (Das kleine Chaos) (court métrage)
- 1969 : L'amour est plus froid que la mort (Liebe ist kälter als der Tod)
- 1969 : Le Bouc (Katzelmacher)
- 1970 : Les Dieux de la peste (Götter der Pest)
- 1970 : Pourquoi monsieur R. est-il atteint de folie meurtrière ? (Warum läuft Herr R. Amok?) coréalisé avec Michael Fengler
- 1970 : Le Soldat américain (Der amerikanische Soldat)
- 1971 : Whity
- 1971 : Prenez garde à la sainte putain (Warnung vor einer heiligen Nutte)
- 1972 : Le Marchand des quatre saisons (Händler der vier Jahreszeiten)
- 1972 : Les Larmes amères de Petra von Kant (Die Bitteren Tränen der Petra von Kant)
- 1974 : Tous les autres s'appellent Ali (Angst essen Seele auf)
- 1974 : Effi Briest (Fontane - Effi Briest oder: Viele, die eine Ahnung haben von ihren Möglichkeiten und Bedürfnissen und dennoch das herrschende System in ihrem Kopf akzeptieren durch ihre Taten und es somit festigen und durchaus bestätigen)
- 1975 : Le Droit du plus fort (Faustrecht der Freiheit)
- 1975 : Maman Küsters s’en va au ciel (Mutter Küsters’ Fahrt zum Himmel)
- 1976 : Le Rôti de Satan (Satansbraten)
- 1976 : Roulette chinoise (Chinesisches Roulette)
- 1978 : L'Allemagne en automne (Deutschland im Herbst)
- 1978 : Despair
- 1978 : L'Année des treize lunes (In einem Jahr mit 13 Monden)
- 1979 : Le Mariage de Maria Braun (Die Ehe der Maria Braun)
- 1979 : La Troisième Génération (Die Dritte Generation)
- 1981 : Lili Marleen : Günther Weisenborn
- 1981 : Théâtre en transe (Theater in Trance, documentaire)
- 1981 : Lola, une femme allemande (Lola)
- 1982 : Le Secret de Veronika Voss (Die Sehnsucht der Veronika Voss)
- 1982 : Querelle

#### Télévision
- 1970 : Le Café (Das Kaffeehaus)
- 1970 : Le Voyage à Niklashausen (Die Niklashauser Fart) coréalisé avec Michael Fengler
- 1971 : Rio das Mortes : danse avec Hanna Schygulla
- 1971 : Pionniers à Ingolstadt (Pioniere in Ingolstadt)
- 1972 : Liberté à Brême (Bremer Freiheit) : Rumpf
- 1972 : Huit heures ne font pas un jour (Acht Stunden sind kein Tag) feuilleton en cinq épisodes
- 1973 : Gibier de passage (Wildwechsel)
- 1973 : Le Monde sur le fil (Welt am Draht)
- 1974 : Nora Helmer
- 1974 : Martha
- 1975 : Comme un oiseau sur le fil (Wie ein Vogel auf dem Draht), programme de divertissement en chansons
- 1975 : Peur de la peur (Angst vor der Angst)
- 1976 : Je veux seulement que vous m'aimiez (Ich will doch nur, daß ihr mich liebt)
- 1977 : Femmes à New York (Frauen in New York)
- 1977 : La Femme du chef de gare (Bolwieser)
- 1980 : Berlin Alexanderplatz

### Acteur
En dehors de ses propres films :
- 1968 : Le Fiancé, la Comédienne et le Maquereau, de Jean-Marie Straub et Danièle Huillet (rôle du proxénète)
- 1970 : Baal de Volker Schlöndorff (téléfilm) : Baal
- 1973 : La Tendresse des loups (Die Zärtlichkeit der Wölfe) d'Ulli Lommel : Wittowski
- 1976 : L’Ombre des anges (Schatten der Engel) de Daniel Schmid : Raoul
- 1982 : Kamikaze 1989 de Wolf Gremm : lieutenant de police Jansen

Il apparaît aussi dans ses films et autres réalisations, par exemple :
- 1966 : Le Clochard : le jeune homme au jacquet de cuir
- 1966 : Le Petit Chaos : Franz
- 1969 : L'amour est plus froid que la mort : Franz
- 1969 : Le Bouc (Katzelmacher) : Jorgos
- 1970 : Les Dieux de la peste : l'acheteur de porno
- 1970 : Le Soldat américain : Franz Walsch
- 1970 : Le Voyage à Niklashausen coréalisé avec Michael Fengler : le moine noir
- 1971 : Whity : le cow-boy au bar
- 1971 : Prenez garde à la sainte putain : Sascha, le régisseur
- 1971 : Rio das Mortes : danse avec Hanna Schygulla
- 1972 : Liberté à Brême  : Rumpf
- 1972 : Le Marchand des quatre saisons : Zucker
- 1974 : Tous les autres s'appellent Ali : Eugen
- 1974 : Effi Briest : le narrateur
- 1975 : Le Droit du plus fort : Franz Biberkopf
- 1978 : L'Allemagne en automne : R. W. Fassbinder, lui-même
- 1979 : Le Mariage de Maria Braun : le trafiquant de marché noir
- 1980 : Berlin Alexanderplatz : lui-même dans l’épilogue
- 1981 : Lili Marleen : Günther Weisenborn
- 1982 : Le Secret de Veronika Voss : l’homme assis, au cinéma, juste à côté de Veronika Voss (au tout début du film)

## Publications
- Gouttes dans l’océan et Anarchie en Bavière, L’Arche, 1997
- La peur dévore l’âme, L’Arche, 1990
- Preparadise sorry now, suivi de Du sang sur le cou du chat, L’Arche, 1997
- Qu’une tranche de pain, L’Arche, 1997
- avec Michael Töteberg, L'Anarchie de l’imagination, L’Arche, 2005
- Les films libèrent la tête, L’Arche, 2006.

## Distinctions
- Sélection à la Mostra de Venise 1972 pour Le Marchand des quatre saisons[13]
- Ours d'or au festival de Berlin 1982 pour Le Secret de Veronika Voss